# Sol brun

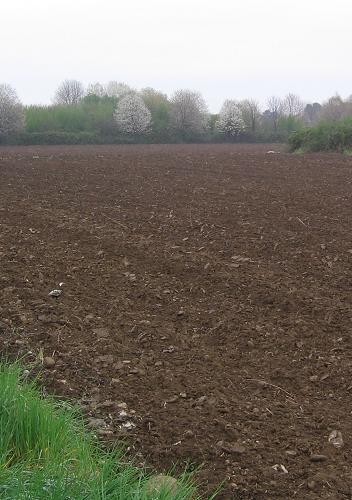
Sol brun în Lombardia

Solul brun este un tip de sol care se formează mai ales sub pădurile de fag și gorun, la altitudini de cel puțin 300 m. În stare naturală, conținutul de humus este de circa 2 - 3 %, iar după cultivare coboară sub 1 - 1.5%. Solul brun este mai rar cultivat, fiind favorabil în special pentru culturile pomicole, vița-de-vie și tutun.

## Răspândire
Cea mai mare răspândire o are în Europa Centrală și cea Vestică, partea europeană a Rusiei, până la Urali, coasta de est a Statelor Unite și Asia de Est. În Asia de Est, solurile brune sunt deosebit de frecvente în Japonia, Coreea, China, estul Australiei și Noua Zeelandă. Solurile brune acoperă 45% din terenul arabil din Anglia și Țara Galilor.